# Ane Cortzen
Ane Mette Brügger Cortzen (født 1. oktober 1974 i Hillerød) er en dansk arkitekt, der siden 1. marts 2016 har været kulturchef for Kähler-koncernens restauranter og freelance TV-vært og moderator m.m. Hun har tidligere optrådt som tv-vært for blandt andet programmet TV!TV!TV!, Vogternes råd, Søndag Live, m.m.[kilde mangler]
Hun dimitterede i 2001 som arkitekt og grafisk designer fra Kunstakademiets Arkitektskole.
Efter en afstemning på Politikens hjemmeside kårede avisens læsere den 6. december 2011 programmet TV!TV!TV! til årets bedste. Tilsvarende blev hun selv senere på måneden kåret som årets bedste kvindelige tv-vært.

## Familie
Hun er datter af Dagbladet Børsens tidligere chefredaktør, journalist og forfatter Jan Cortzen og journalist Ingeborg Brügger. Hendes bror er journalist Mads Brügger.
Hun er gift med arkitekt Benjamin Weber, og sammen har de tre børn.